# Hugo Merguet
Peter Adalbert Hugo Merguet (* 31. Januar 1841 in Pillau; † 1. Juli 1911 in Dresden) war ein deutscher Altphilologe und Pädagoge, der vor allem durch seine Handlexika zu den Schriften Caesars und Ciceros bekannt wurde.

## Leben
Nach der Reifeprüfung 1859 studierte Merguet  Griechische und Lateinische Philologie. Nach Examen und Dissertation arbeitete er als Gymnasiallehrer am Königlichen Wilhelms-Gymnasium in Königsberg. Gleichzeitig lehrte er als Privatdozent für Klassische Philologie an der Universität Königsberg. Merguet veröffentlichte verschiedene Arbeiten zur lateinischen Formenbildung, wobei er sich entschieden gegen die Agglutination wandte. Einem breiten wissenschaftlichen Publikum ist er vor allem durch seine Konkordanzen zu den Schriften von Gaius Iulius Caesars und Marcus Tullius Ciceros bekannt, die als Standardwerke der Lateinischen Philologie gelten.

## Schriften
- 1886: Lexikon zu den Schriften Cäsars und seiner Fortsetzer. Jena, Hildesheim, G. Olms, 1961.
- 1905: Handlexikon zu Cicero, Leipzig, T. Weicher, 1905; 2. Nachdruck: Darmstadt, Wissenschaftliche Buchgesellschaft 1997.
- 1877–1894: Lexikon zu den schriften Cicero's mit Angabe sämtlicher Stellen. Jena, G. Fischer.
- 1912: Lexikon zu Vergilius mit Angabe sämtlicher Stellen. Leipzig-R., Kommissionsverlag von R. Schmidt; Nachdruck, Hildesheim, G. Olms 1969.